# Bill Nieder
Bill Nieder (Hempstead, Nueva York, 10 de agosto de 1933 - Angels Camp, California, 7 de octubre de 2022) fue un atleta estadounidense especializado en la prueba de lanzamiento de peso en la que llegó a ser campeón olímpico en 1960.

## Carrera deportiva
En los JJ. OO. de Roma 1960 ganó la medalla de oro en el lanzamiento de peso, llegando hasta los 19.68 metros que fue récord olímpico, superando a sus compatriotas Parry O'Brien (plata) y Dallas Long (bronce).